# Hydroptila astraia
Hydroptila astraia är en nattsländeart som beskrevs av Malicky 1997. Hydroptila astraia ingår i släktet Hydroptila och familjen smånattsländor. Inga underarter finns listade i Catalogue of Life.